# Juan González (Fußballspieler, I)
Juan González, auch bekannt unter dem Spitznamen El Xochimilca, ist ein ehemaliger mexikanischer Fußballspieler auf der Position eines Stürmers.

## Laufbahn
„Xochimilca“ González stieß zu Beginn der Saison 1961/62 zum amtierenden mexikanischen Meister Club Deportivo Guadalajara. Weil die beiden herausragenden Stürmer des Titelverteidigers, Salvador Reyes und Héctor Hernández, eine Gehaltserhöhung durchdrücken wollten, die der Verein ihnen zunächst nicht zukommen ließ, weigerten sie sich, zum Saisoneröffnungsspiel gegen den CF Atlante anzutreten. Somit durfte „Xochimilca“ das Saisoneröffnungsspiel am 14. Juni 1961 bestreiten und erzielte zudem die beiden Treffer zum 2:0-Sieg seiner Mannschaft. 
Nachdem der Verein eingelenkt hatte und den Gehaltsforderungen seiner beiden Stürmerstars nachgekommen war und diese wieder antraten, kam González kaum noch zum Einsatz. Als einziger Trost blieb ihm das ruhmreiche Eröffnungsspiel und die Zugehörigkeit zum Kader der Meistermannschaft des Club Deportivo Guadalajara in der Saison 1961/62.
In der darauffolgenden Zweitliga-Saison 1962/63 spielte „Xochimilca“ für die Cuerudos de Ciudad Victoria.